# 师范大学站 (徐州市)
师范大学站是徐州地铁3号线的地铁站，位于中华人民共和国江苏省徐州市铜山区北京北路与运河东路交叉口南侧，于2021年6月28日开通。

## 车站结构
师范大学站沿北京北路南北设置，为地下二层岛式站台车站，车站长191.6米，宽19.7至25.5米，车站地下一层为站厅层，地下二层为站台层，站台设置全高站台门。
| 地面              | 出入口       | 1a、2、3出入口                                                                                          |
| 地下一层          | 出入口及站厅 | 1c出入口、客服中心、自动售票机、验票机                                                                  |
| 地下二层          | 站台         | \| \| \| █ 3号线往振兴大道（翟山） \| \| 島式 · 開左邊车门 \| \| \| \| \| \| █ 3号线往银山（玉泉河） \| |
|                   |              | █ 3号线往振兴大道（翟山）                                                                               |
| 島式 · 開左邊车门 |              | |
|                   |              | █ 3号线往银山（玉泉河）                                                                                 |

## 车站出口
师范大学站共设4个出入口，各出口及周围设施如下所示：
| 出口编号            | 照片 | 出口指示         | 建议前往的目的地                           |
| ------------------- | ---- | ---------------- | ------------------------------------------ |
| 1 · a · 出口        |      | 北京北路（西侧） | 江苏师范大学，天赋广场，万达广场徐州铜山店 |
| 1 · c · 出口        |      | 天赋广场         |                                            |
| 2 · 出口            |      | 北京北路（东侧） | 恒茂福泽园                                 |
| 3 · 出口 · （设有） |      | 北京北路（东侧） | 北京路小学                                 |
| 图例： 设有         |      |                  |                                            |

## 接驳交通

### 公交车
- 铜山万达：11路，79路，199路，706路，城际902路

## 车站历史
本站工程名为师范学院站，公示站名为江苏师范大学站，正式站名为师范大学站，以车站临近的江苏师范大学命名。
- 2019年1月21日，车站主体结构封顶[2]。
- 2021年6月28日，车站随3号线一期通车开通[1]。